# Kadilajo
Kadilajo is een bestuurslaag in het regentschap Klaten van de provincie Midden-Java, Indonesië. Kadilajo telt 2627 inwoners (volkstelling 2010).